# Taihorina batangana
Taihorina batangana är en insektsart som först beskrevs av Victor Lallemand 1951.  Taihorina batangana ingår i släktet Taihorina och familjen Machaerotidae. Inga underarter finns listade i Catalogue of Life.